# Campeonato de Francia de Rugby 15 1967-68
El Campeonato de Francia de Rugby 15 1967-68 fue la 69.ª edición del Campeonato francés de rugby.
El campeón del torneo fue el equipo de FC Lourdes quienes obtuvieron su octavo campeonato.

## Desarrollo

### Segunda Fase
| - Bayonne - Montauban - Quillan - Tulle - US Bressane - Chambéry - Figeac - Foix - Bègles - Montferrand - Pau - Vichy - Vienne - Albi - Périgueux - Saint-Girons | - Condom - Graulhet - Grenoble - Toulon - Limoges - Racing - Biarritz - SBUC - Dax - La Rochelle - Toulouse - Valence - Avignon - Cognac - Mazamet - Saint-Claude |

| - Béziers - Brive - Carmaux - Stadoceste - Castelsarrasin - Chalon - Lyon OU - Saint-Junien | - Dijon - La Voulte - Mont-de-Marsan - Toulouse Olympique EC - Aurillac - Stade Beaumontois - Oyonnax - Paris Université Club |

| - Auch - Narbonne - Oloron - Perpignan - Angoulême - Bourgoin-Jallieu - Castres - Montluçon | - Agen - Lannemezan - Lourdes - Romans - Saint-Sever - Tyrosse - Cahors - Carcassonne |

### Dieciseisavos de final
| 1968 | Grenoble | 11 - 6 | Vichy |  |  |

| 1968 | Graulhet | 11 - 0 | Condom |  |  |

| 1968 | Toulon | 12 - 6 | La Rochelle |  |  |

| 1968 | Bayonne | 10 - 8 | Montferrand |  |  |

| 1968 | Narbonne | 6 - 3 | Oloron |  |  |

| 1968 | Dax | 17 - 9 | Auch |  |  |

| 1968 | Montauban | 9 - 6 | Dijon |  |  |

| 1968 | Romans | 14 - 9 | Tulle |  |  |

| 1968 | Lourdes | 19 - 5 | Valence |  |  |

| 1968 | La Voulte | 15 - 6 | Quillan |  |  |

| 1968 | Mont-de-Marsan | 16 - 8 | Bègles |  |  |

| 1968 | Pau | 6 - 0 | Agen |  |  |

| 1968 | Stadoceste | 14 - 6 | Angoulême |  |  |

| 1968 | Béziers | 0 - 0 | Lannemezan |  |  |

| 1968 | Brive | 11 - 3 | Toulouse Olympique EC |  |  |

| 1968 | Toulouse | 14 - 12 | Carmaux |  |  |

### Octavos de final
| 1968 | Grenoble | 14 - 3 | Graulhet |  |  |

| 1968 | Toulon | 20 - 13 | Bayonne |  |  |

| 1968 | Narbonne | 9 - 0 | Dax |  |  |

| 1968 | Montauban | 11 - 6 | Romans |  |  |

| 1968 | Lourdes | 47 - 9 | La Voulte |  |  |

| 1968 | Mont-de-Marsan | 8 - 3 | Pau |  |  |

| 1968 | Stadoceste | 6 - 0 | Béziers |  |  |

| 1968 | Brive | 22 - 9 | Toulouse |  |  |

### Cuartos de final
| 1968 | Toulon | 18 - 3 | Grenoble |  |  |

| 1968 | Narbonne | 30 - 0 | Montauban |  |  |

| 1968 | Lourdes | 9 - 3 | Mont-de-Marsan |  |  |

| 1968 | Stadoceste | 22 - 12 | Brive |  |  |

### Semifinal
| 1968 | Toulon | 14 - 9 | Narbonne |  |  |

| 1968 | Lourdes | 15 - 6 | Stadoceste |  |  |

### Final
| 16 de junio de 1968 | FC Lourdes | 9 - 9   | Toulon | Stade de Toulouse, Toulouse |  |
|                     |            | Reporte |        |                             |  |

- Lourdes gana el campeonato al haber anotado 2 tries mientras que Toulon no anotó tries.

| Bandera de Francia |
| Campeón FC Lourdes |
| Octavo título      |